# Bernile Nienau
Bernile Nienau   (Dortmund, 20 d'abril de 1926 - Múnic, 5 d'octubre de 1943) anomenada Bernile, va ser una noia alemanya que va ser coneguda com la «filla del Führer» a causa de la seva estreta amistat amb Adolf Hitler que va durar entre 1933 i 1938.

## Vida
Nienau va néixer el 20 d'abril de 1926, filla de Bernhard Nienau, metge (1887-1926) i de Karoline, infermera (1892-1962). El seu pare va morir poc abans de la naixença de la noia. Nienau, la seva mare Karoline i la seva àvia materna Ida (nascuda Morgenstern) Voit (1867-1942) es van traslladar a Munic cap al 1928. Voit, vídua o divorciada, era una mestra catòlica romana d'ascendència jueva.
Bernile era una quarta part jueva, cosa que la va fer inacceptable sota el règim nazi i objecte de persecució. Hitler va construir camps de concentració nazis per allotjar i exterminar jueus a partir del 1933.

### Interacció amb Hitler
A la primavera de 1933, probablement per instigació de la seva mare, Bernile, (l'aniversari de la qual va ser, com el de Hitler, el 20 d'abril), es va posar al capdavant del grup de visitants a Obersalzberg per captar l'atenció de Hitler. El fet que l'àvia materna i la mare de Bernile eren jueves, ja era conegut per Hitler el 1933.
A partir d'aquest contacte, ella i Hitler van desenvolupar una «amistat» que va durar fins al 1938. A l'Arxiu Federal de Berlín hi ha 17 cartes que la noia va escriure, probablement amb l'ajuda de la seva mare, entre el 18 de gener de 1935 i el 12 de novembre de 1939, a Hitler i al seu ajudant principal Wilhelm Brückner.
Un extracte:
| « | Munic, 27 de setembre de 36. Benvolgut oncle Brückner! Avui tinc moltes coses a dir-te. Durant les vacances vam estar a Obersalzberg i em van permetre veure dues vegades l'oncle Hitler! Malauradament, mai has pujat. [. . . ] Ja estic treballant en el regal de Nadal. [. . . ] L'oncle Hitler a qui vaig tornar a teixir mitjons perquè li vaig preguntar si li quedaven de l'any passat. Va dir que sí! Aquest any puc teixir amb llana més fina, la mare només m'ajuda amb el taló. Seran molt calents, i malgrat que viatgi tant, els seus peus no tindran fred. [. . . ] La mare també t'envia les seves salutacions, i moltes salutacions i petons de la teva Bernile! | » |

El 19 d'abril de 1938, l'ajudant de camp de Hitler, Fritz Wiedemann, va descriure la indiferència d'Hitler envers la seva ascendència jueva cap als funcionaris inferiors del partit com «una actitud purament humana cap a la nena».
No obstant això, quan Martin Bormann es va assabentar de la manca de «sang alemanya», es va prohibir a la nena i a la seva mare aparèixer a Berghof. Hitler es va assabentar d'això perquè el seu fotògraf personal Heinrich Hoffmann s'havia queixat que Bormann li havia prohibit continuar publicant fotografies que la mostraven amb el Führer com «a seva filla». Al seu llibre Hitler tal com el veia, Hoffmann va escriure que Hitler havia dit de Bormann: «Hi ha gent que té un veritable talent per espatllar totes les meves alegries». Com el llibre il·lustrat d'Hoffmann Joventut al voltant de Hitler, que incloïa les fotografies de Hitler amb Bernile, continuava venent, cap al maig de 1938 se li va demanar oficialment a la mare que cessés tot contacte amb els líders del partit.

### La seva mort
Bernile, que va aprendre la professió de dibuixant tècnic, va morir el 5 d'octubre de 1943 als 17 anys d'edat a l'Hospital Schwabing de poliomielitis espinal. La seva tomba es troba al Cementiri occidental de Múnic.